# Лінійні кораблі N3
Лінійні кораблі N3 (англ. N3-class battleship) були проєктом лінкорів, призначеним для Королівського флоту після Першої світової війни. У конструкції  враховувалися уроки, отримані з цього конфлікту. Конструктивно нагадували лінійні крейсери типу «G3», але повинні були мати більші гармати (18 дюймів) та товщу броню. Проєкт було скасовано у зв'язку з укладенням Вашингтонської морської угоди 1922 року,  яка зокрема встанговила обмеження розмірів та озброєння лінкорів.